# 廣州市第九十七中學
廣州市第九十七中學是中華人民共和國廣州市之一所中學。建校於1962年，原名建聯中學，1965年學校更名為紅衛中學，1969年改為公辦學校後更為現名。1996年被評為廣州市一級學校。2002年被評為廣東省一級學校。